# Simonkatu
Simonkatu, (suédois : Simonsgatan) est une rue du centre d'Helsinki en Finlande. 
Elle relie les rues Mannerheimintie et Annankatu.
Dans le prolongement de Simonkatu, de l'autre côté de Mannerheimintie, se trouve la rue Kaivokatu en direction de la gare centrale.

## Constructions
- Simonkatu 2-4, Forum, Kari Hyvärinen, Kaarlo Leppänen, Jaakko Suihkonen, 1986
- Simonkatu 3, Lasipalatsi, Viljo Revell, Heimo Riihimäki, Niilo Kokko.
- Simonkatu 6, Maalaistentalo, Jussi Paatela et Toivo Paatela, 1921
- Simonkatu 8, Immeuble Koitto, Usko Nyström et Vilho Penttilä, 1907
- Simonkatu 9, Hôtel Scandic Simonkenttä

## Galerie

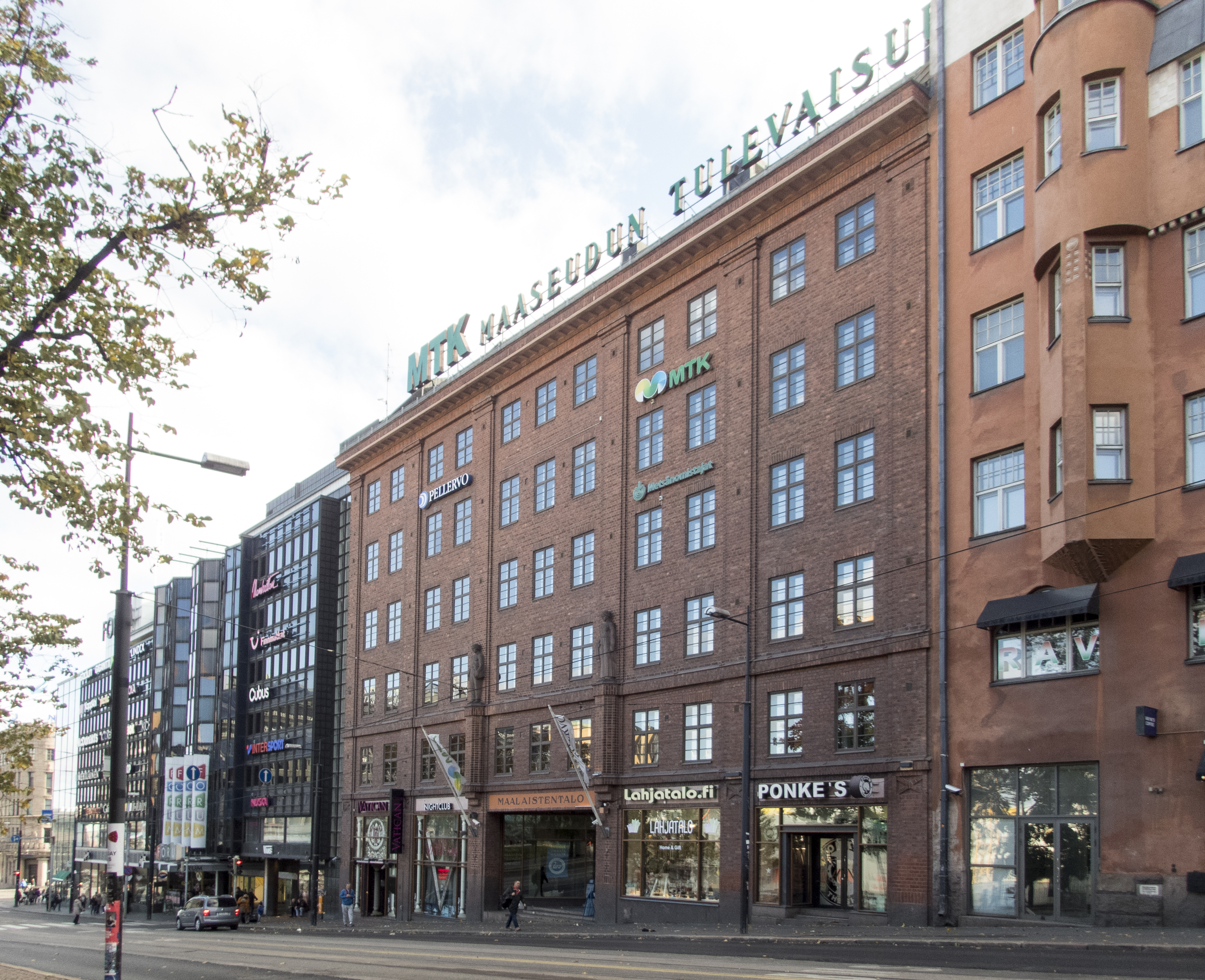
Maalaistentalo au Simonkatu 6.
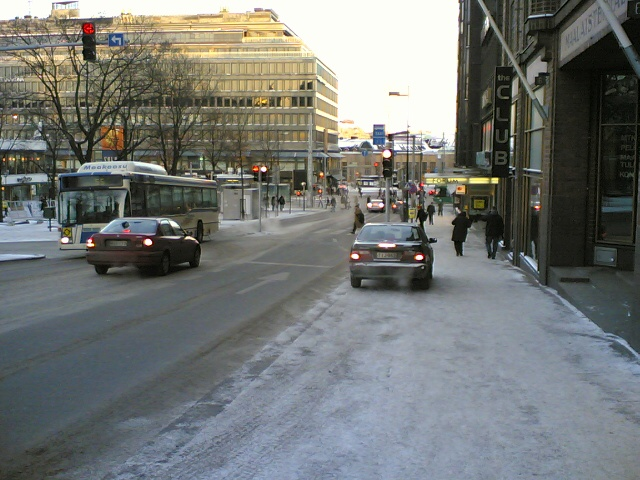
Simonkatu
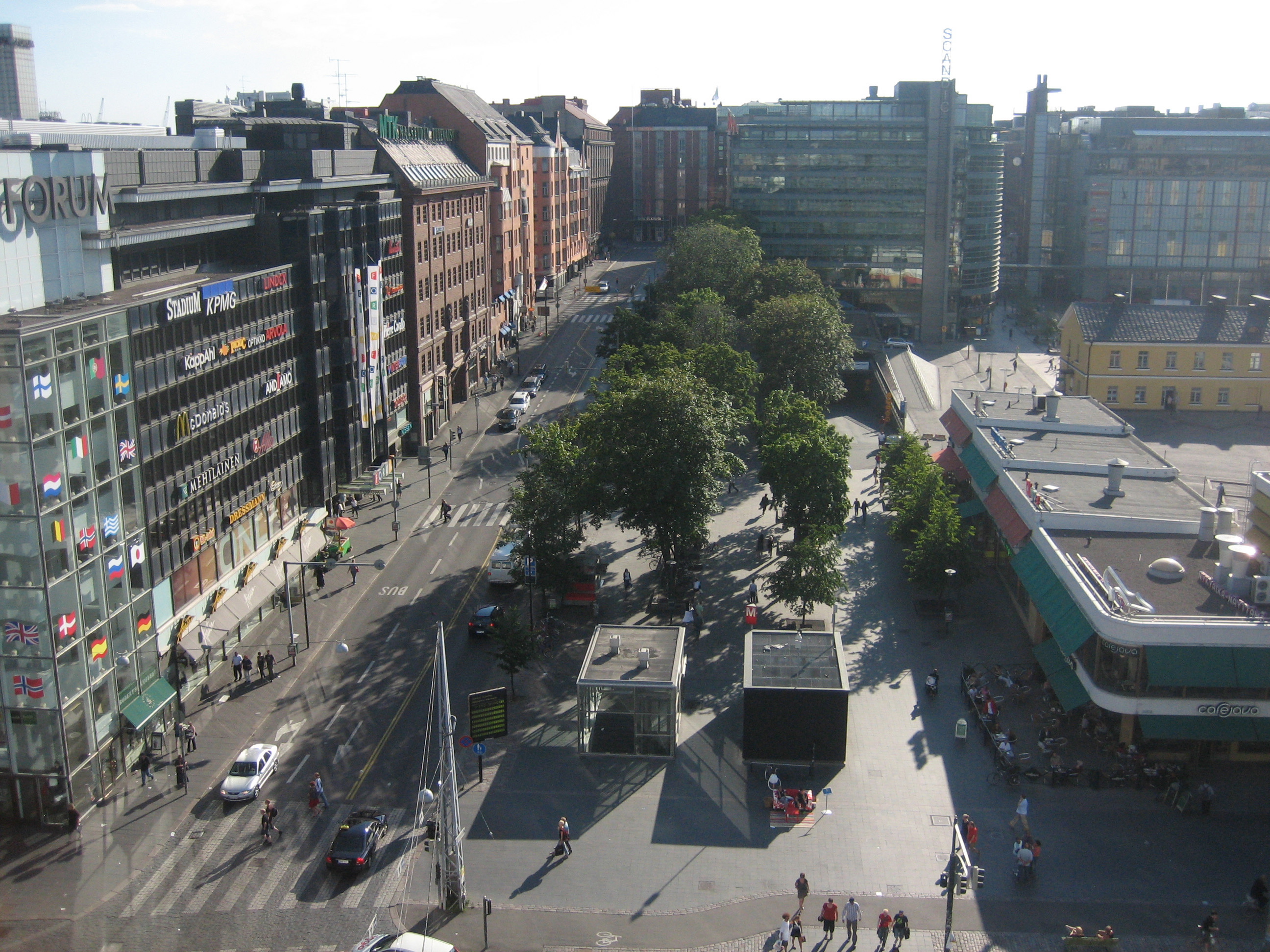
Simonkatu vue du toit du magasin Sokos
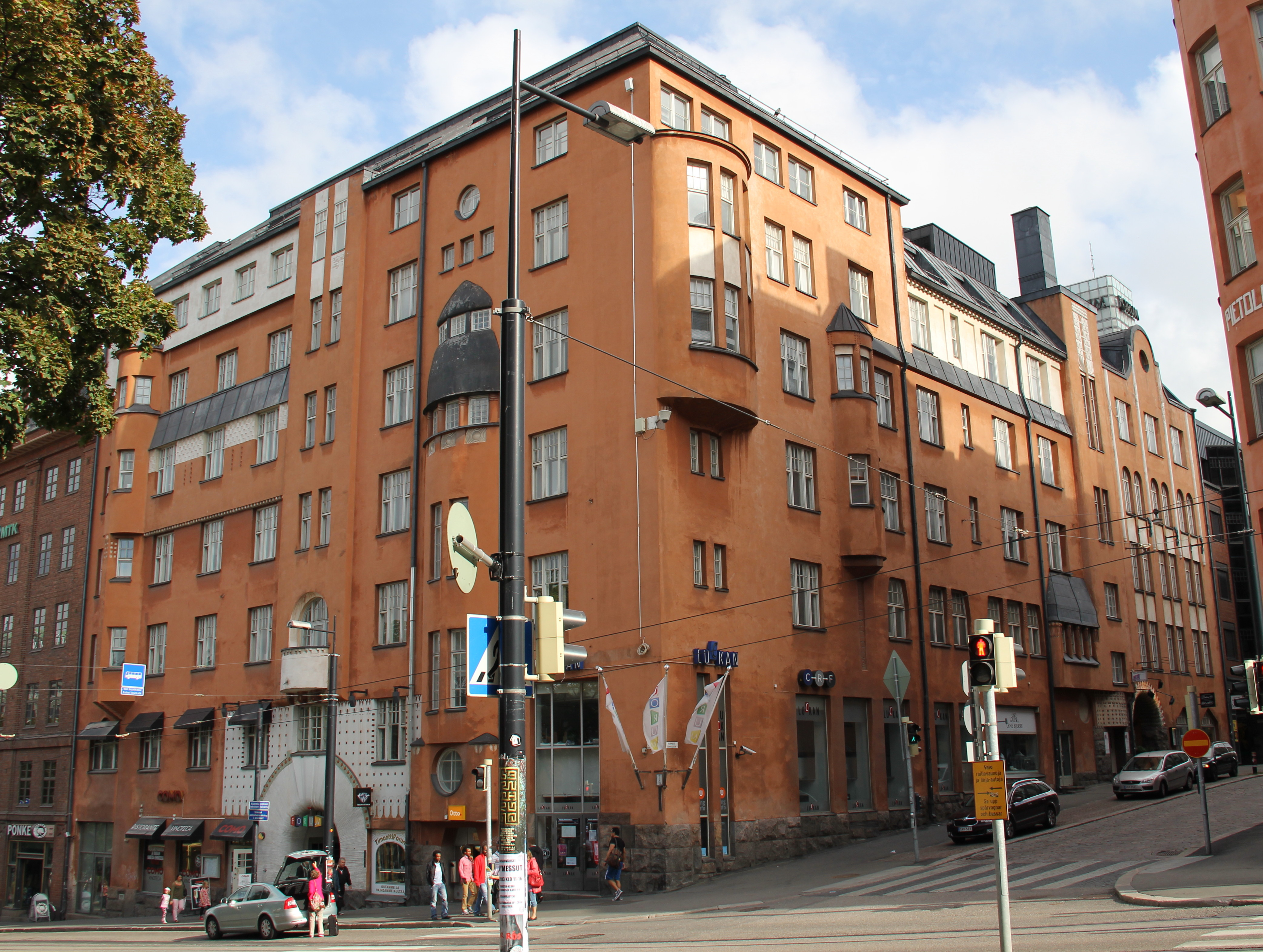
Immeuble Koitto, Simonkatu 8 - Yrjönkatu 31